# Obrona Gdyni

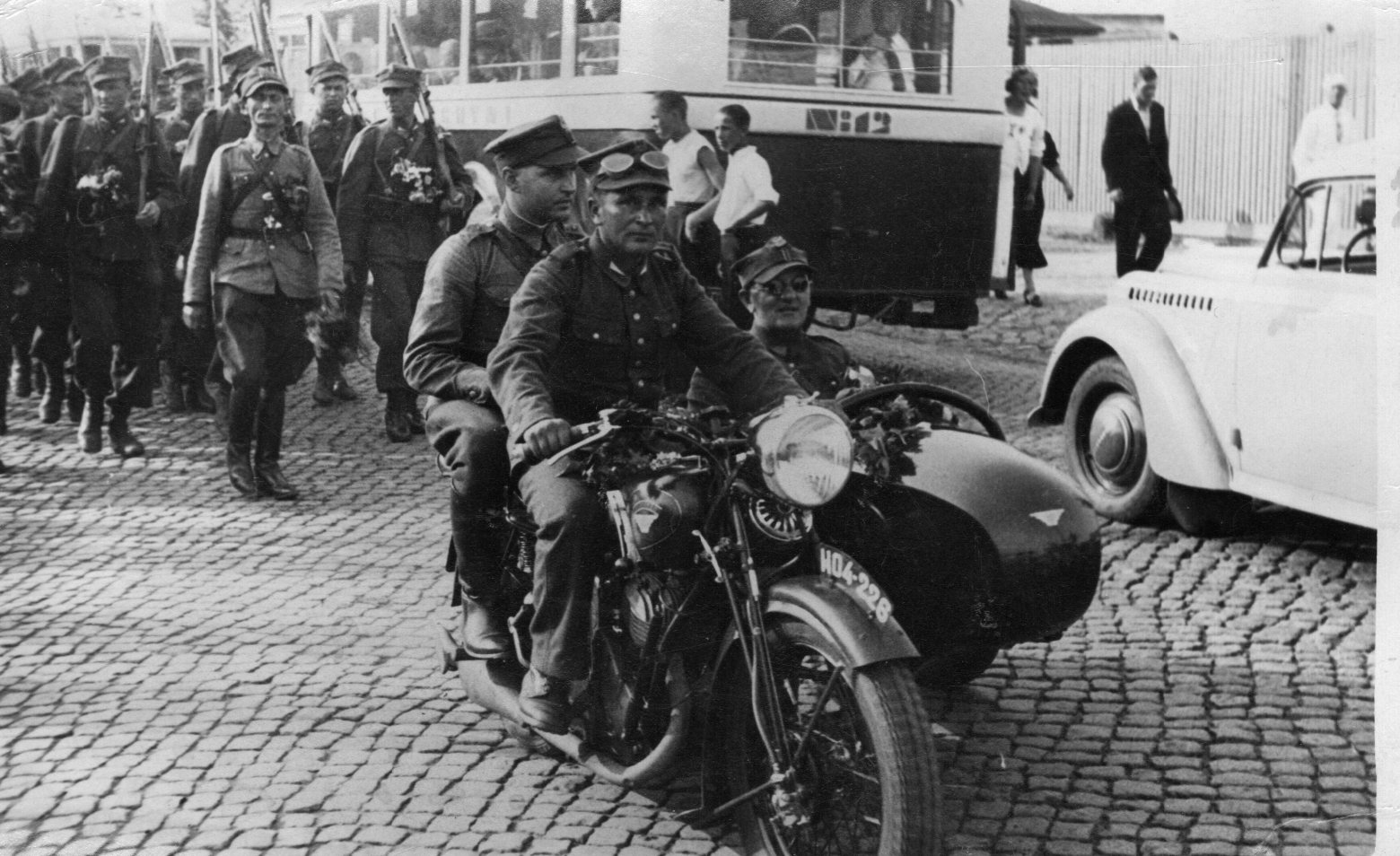
Major Stanisław Zaucha dowódca Batalionu ON „Gdynia I” na defiladzie w Gdyni w 1939 r.

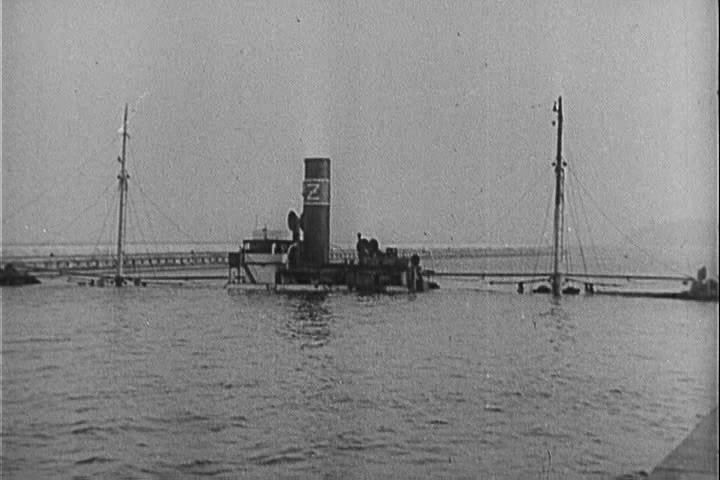
Zatopiony polski masowiec „SS Toruń” blokujący południowe wejście do portu gdyńskiego

Obrona Gdyni – obrona miasta Gdynia przed agresją III Rzeszy w trakcie kampanii wrześniowej w 1939 r.

## Siły obu stron

### Siły polskie
- 2 Morski Pułk Strzelców
- Morska Brygada Obrony Narodowej
- III rezerwowy batalion piechoty oraz inne jednostki regularne, wspomagane przez kompanię ochotników (tak zwanych Czerwonych Kosynierów)

Siły polskie to 14 700 żołnierzy, łącznie z oddziałami zorganizowanymi już po rozpoczęciu wojny. Oddziały polskie posiadały: 266 lekkich, 187 ciężkich i 5 najcięższych karabinów maszynowych, 18 granatników kal. 46 mm, 16 moździerzy kal. 81 mm, 8 działek przeciwpancernych kal. 37 mm, 9 działek morskich takiegoż kalibru, 13 dział polowych kal. 75–76 mm, 2 działa nadbrzeżne kal. 100 mm, 4 działa kal. 105 mm i 8 dział przeciwlotniczych kal. 75 mm.

### Siły niemieckie
- Improwizowany korpus, nazwany Grenzschutz - Abschnitts - Komando l pod dowództwem Leonarda Kaupischa, 27 600 żołnierzy, miał 868 lekkich i 314 ciężkich karabinów maszynowych, 18 granatników kal. 50 mm i 54 moździerze kal. 81 mm, 96 dział przeciwpancernych kał. 37 mm, 30 dział piechoty kał. 75 mm, 48 haubic kał. 105 mm i 12 haubic kal. 150 mm[2].

- Drugie zgrupowanie, przewidziane do natarcia na Gdynię z kierunku Sopotu, liczyło około 12 000 żołnierzy pod ogólnym dowództwem przybyłego z Rzeszy generała majora Friedricha Eberhardta. Trzon stanowiły dwa pułki piechoty zwane pułkami Landespolizei, oba liczyły ponad 6 000 żołnierzy. Silną jednostką był także zmotoryzowany oddział piechoty SS-Heimwehr Danzig, liczący cztery kompanie piechoty i siedem kompanii broni maszynowej, wozy pancerne i artylerię. Ponadto w skład zgrupowania generała Eberhardta wchodziły dywizjony artylerii i liczne mniejsze oddziały policji, saperów, łączności i inne[2].

## Bitwa

### Walki w dniach 8-13 września
Niemiecki atak na miasto rozpoczął się 8 września 1939 r. Po pięciodniowych walkach, 13 września obrońcy Gdyni wycofali się na Kępę Oksywską, zaś do miasta wkroczyły oddziały kombinowanego Korpusu pod dowództwem generała Leonarda Kaupischa.